# Поцелуй (фильм, 1914)
«Поцелуй» (англ. The Kiss) — американский короткометражный драматический фильм Улисса Дэвиса.

## Сюжет
Счастливая продавщица Элис радуется своим небольшим сбережениям. В неё влюблён Фред, её коллега. Состоятельный Джордж Дейл идёт гулять со своей невестой Хелен. И вдруг их автомобиль заглох. Джордж починил его, но его галстук запачкался, вследствие чего он идёт в магазин, где работает Элис, чтобы купить ещё один…

## В ролях
| Актёр                 | Роль              |
| --------------------- | ----------------- |
| Патриция Палмер       | Элис              |
| Джордж Холт           | Фред              |
| Уильям Десмонд Тейлор | Джордж Дейл       |
| Мертл Гонзалез        | Хелен             |
| Лойола О’Коннор       |                   |
| Джейн Новак           | Мейзи, продавщица |